# Oligoplites calcar
 Oligoplites calcar  és una espècie de peix de la família dels caràngids i de l'ordre dels perciformes.

## Distribució geogràfica
Es troba a l'oceà Índic.